# Ебуровици
Ебуровиците (на латински: Eburovices, Eburovici; Aulerques Eburovices) са келтско -галско племе, населяволо територията на долна Сена и Лоара, департамент Ер в Северна Франция в областта на Нормандия, североизточно от ценоманите. Главните им селища са Gisacum и столицата им през 1 век Mediolanum Aulercorum (днешен Еврьо в Нормандия). Името им означава „Тис борци“. Те са част от групата на авлерките.